# Massiv

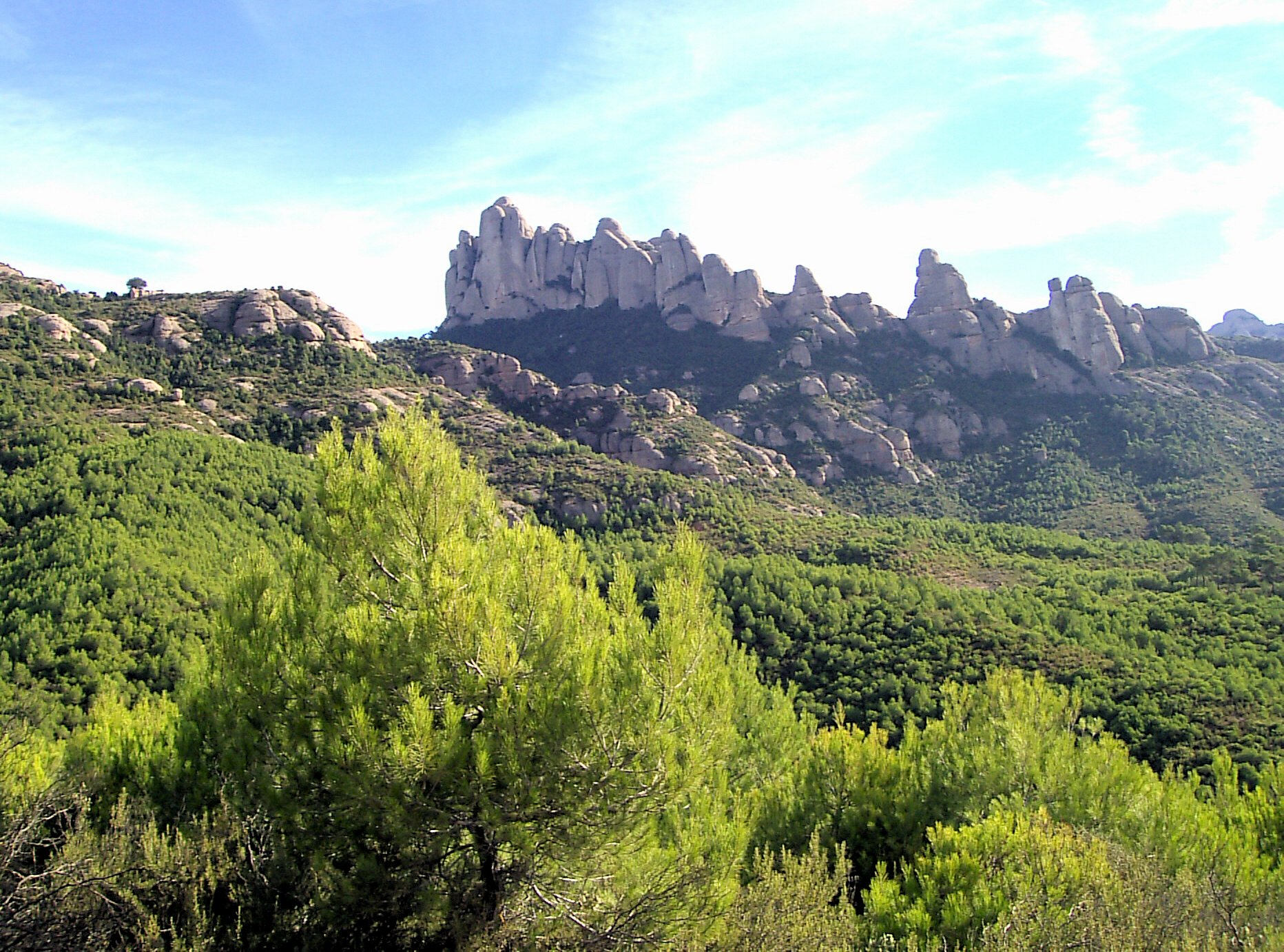
Montserratmassivet

Massiv är i geologi och geografi ett större, enhetligt bergsområde utan större längdutsträckning. Det finns vanligen inga dalgångar. Beroende på läge kallas massiven till exempel bergmassiv eller fjällmassiv. 